# Gene Snitsky
Eugene Alan Snitsky, meglio conosciuto con il ring name Gene Snitsky o semplicemente Snitsky (Nesquehoning, 14 gennaio 1970), è un wrestler statunitense di origini tedesche sotto contratto con la Major League Wrestling.
È principalmente ricordato per i suoi trascorsi nella World Wrestling Entertainment tra il 2004 e il 2008.

## Carriera

### Circuito indipendente (1997–2004)
Avvicinatosi al wrestling nel 1997, venne allenato da AJ Petrucci wrestler noto per i suoi trascorsi in WWF, NWA ed ECW.
Debuttò nell'aprile del 2001 nella World Xtreme Wrestling, lottando con il ring name di Gene Snisky. Il 19 ottobre 2003 conquistò il WXW Heavyweight Championship contro Billy Dream.
Nell'agosto del 2004 passò alla Ohio Valley Wrestling (OVW), territorio di sviluppo della World Wrestling Entertainment, dove interpretò la gimmick di Gene Mondo, fratello di Mike Mondo (kayfabe).

### World Wrestling Entertainment (2004–2008)
Il 13 settembre 2004 debuttò in WWE nel roster di Raw; in quell'occasione sfidò Kane in un No-Disqualification match terminato in no-contest. Durante il match Snitsky colpì Kane con una sedia d'acciaio, facendolo cadere su Lita, all'epoca fidanzata di Kane (kayfabe), causando la perdita del bambino che portava in grembo (kayfabe). I due si riaffrontarono il 19 ottobre, a Taboo Tuesday, e fu Snitsky ad aggiudicarsi la contesa dopo aver rotto il collo di Kane con una sedia (kayfabe); lo scopo dell'aggressione era quello di giustificare l'assenza di Kane, impegnato nelle riprese del film Il collezionista di occhi. La rivalità riprese il 9 gennaio 2005, con un match a New Year’s Revolution vinto da Kane. Il 30 gennaio Sintsky partecipò al Royal Rumble match dell'omonimo pay-per-view, entrando con il numero 26 e venendo eliminato da Batista dopo circa quattro minuti di permanenza sul ring. La sera dopo, a Raw, perse uno Steel Cage match contro Kane, che pose fine alla faida tra i due.
Nella puntata di Raw del 18 luglio 2005, Snitsky venne scelto da Chris Jericho quale sfidante del WWE Champion John Cena in un Lumberjack match, dal quale uscì sconfitto. La settimana successiva vinse un 2-on-1 Handicap match in coppia con Chris Masters contro Shelton Benjamin. Iniziò poi una breve faida contro Big Show, dal quale venne sconfitto ad Unforgiven e nella puntata di Raw del 26 settembre. Dopo aver battuto Rosey a Heat, fece coppia con Chris Masters contro Matt Hardy e Rey Mysterio a Taboo Tuesday.
Qualche settimana più tardi Snitsky diede vita ad un tag team con Tyson Tomko, spesso impegnato nelle puntate di Heat. Il team raggiunse un discreto successo e guadagnò un match valido per il World Tag Team Championship; il match, disputatosi il 28 novembre 2005, fu vinto dai campioni Big Show e Kane. Nell'ultima puntata di Raw del 2005, perde un Beat the Clock challenge contro Shawn Michaels.
Il 2006 inizia con una vittoria per Snitsky che vince il 2 gennaio contro Val Venis ma perde la settimana dopo contro Chavo Guerrero. Nella puntata di Raw del 30 gennaio, perde contro Rob Van Dam.
Passato tra i face, si allea con Goldust e sconfigge Brad James e Colt Cabana nel loro primo incontro di coppia a Heat. Dopo aver perso contro Trevor Murdoch, Snitsky, Goldust e Eugene perdono contro Johnny, Kenny e Mikey. Nella puntata di Raw del 19 giugno, perde contro Randy Orton. Il 3 luglio, a Raw, Eugene, Snitsky, Jim Duggan, Val Venis e Viscera perdono contro la Spirit Squad. Dopo aver ripetutamente battuto Rob Conway, viene sconfitto da Umaga il 2 ottobre a Raw. Nel suo ultimo match a Raw, partecipa ad una battle royal che viene vinta da Edge.
Il 6 febbraio 2007 Snitsky passò nel roster della ECW presentandosi con una nuova gimmick da heel, la testa rasata ed i denti colorati di giallo. Dopo aver battuto qualche jobber, sconfigge Balls Mahoney, Hardcore Holly, The Sandman e Little Guido prima di essere battuto per squalifica da RVD. Tuttavia, in ECW, continua a rimanere imbattuto e il 22 maggio, batte anche Tommy Dreamer. A Raw, vince contro The Miz. Dopo aver sconfitto diverse volte dei jobber a Heat e Super Crazy a Raw, perde per squalifica contro John Cena. A novembre, sconfigge Carlito a Heat ma perde un match di coppia a Raw contro Jeff Hardy e Triple H insieme ad Umaga.
Per effetto della Draft Lottery 2007, Snitsky tornò a lottare nel roster di Raw. Il 14 gennaio 2008, a Raw, perde per squalifica contro Triple H. Partecipa poi alla Royal Rumble 2008, che viene vinta da John Cena. Fa poi coppia con Umaga, perdendo contro la DX: Il 18 febbraio, perde contro Jeff Hardy mentre nella puntata di Heat del 26 febbraio, Brian Kendrick, Super Crazy e Val Venis, hanno la meglio su Charlie Haas, Robbie McAllister e lo stesso Snitsky. Nella puntata di ECW del 25 marzo, Snitsky vince un 24-man tag team match insieme a Brian Kendrick, Chuck Palumbo, Deuce, Domino, Elijah Burke, Lance Cade, Mark Henry, Matt Striker, The Great Khali, The Miz e Trevor Murdoch contro Cody Rhodes, Festus, Hardcore Holly, Jamie Noble, Jesse, Jim Duggan, Jimmy Wang Yang, Kane, Kofi Kingston, Shannon Moore, Tommy Dreamer e Val Venis. Nella puntata di SmackDown del 25 marzo, è ospite speciale nello show blu ma perde contro Batista. Il 12 maggio, a Raw, perde contro Mr. Kennedy e la settimana dopo, a Heat, perde insieme a Charlie Haas contro i Cryme Time. Entra poi in una Losing Streak per mano di CM Punk. Dopo perderà anche contro Jamie Noble, Santino Marella, e Rey Mysterio. Combatte il suo ultimo match in WWE contro CM Punk, perdendo.
L'11 dicembre 2008 viene licenziato.
Nella puntata di Raw del 6 novembre 2023 fa il suo ritorno dopo 15 anni in WWE effettuando un'apparizione durante un segmento con Chelsea Green in cui ha pronunciato la famosa frase "It wasn't my fault" (Non è stata colpa mia).

## Titoli e riconoscimenti
- Athletik Club Wrestling
  - ACW Tag Team Championship (1) – con Robb Harper
- Lancaster Championship Wrestling
  - LCW Heavyweight Championship (1)
- Pro Wrestling Illustrated
  - 83º tra i 500 migliori wrestler singoli nella PWI 500 (2005)
- Right Coast Pro
  - RCP Heavyweight Championship (1)
- World Xtreme Wrestling
  - WXW Heavyweight Championship (1)
  - WXW Tag Team Championship (1) – con Robb Harper
  - WXW Ultimate Heavyweight Championship (1)